# Andrographis paniculata
Andrographis paniculata är en akantusväxtart som först beskrevs av Nicolaas Laurens Nicolaus Laurent Burman, och fick sitt nu gällande namn av Christian Gottfried Daniel Nees von Esenbeck. Andrographis paniculata ingår i släktet Andrographis och familjen akantusväxter. Utöver nominatformen finns också underarten A. p. glandulosa.

## Bildgalleri

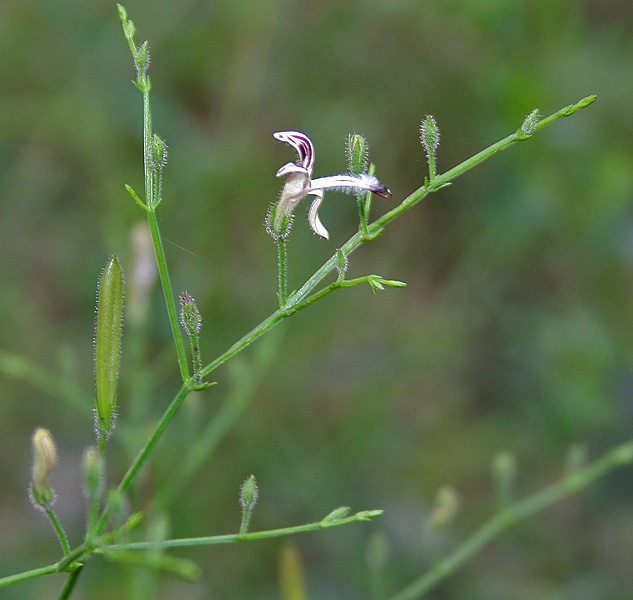
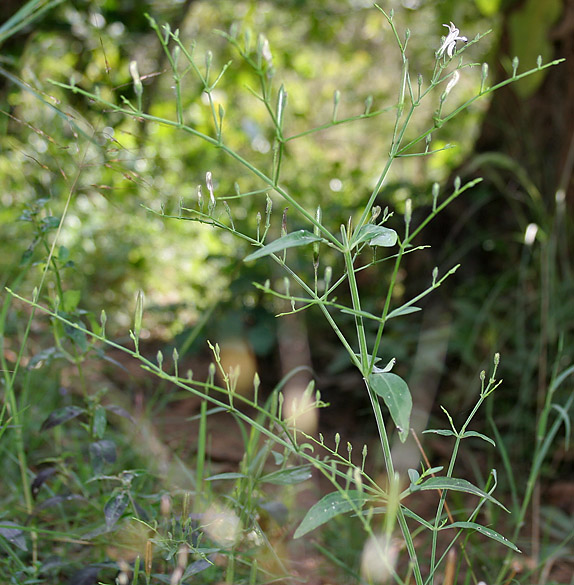
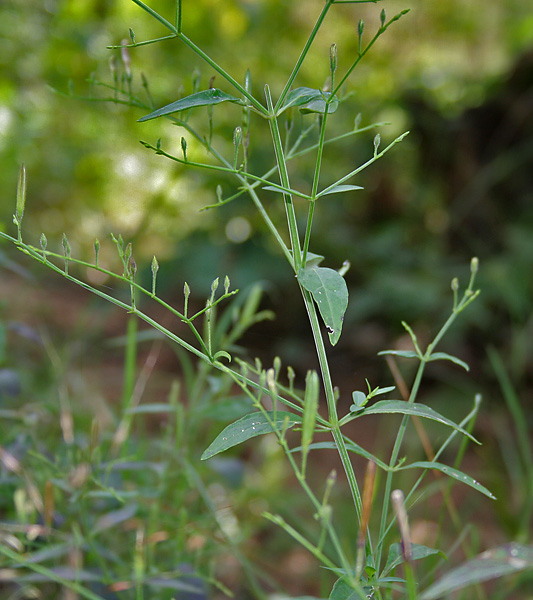
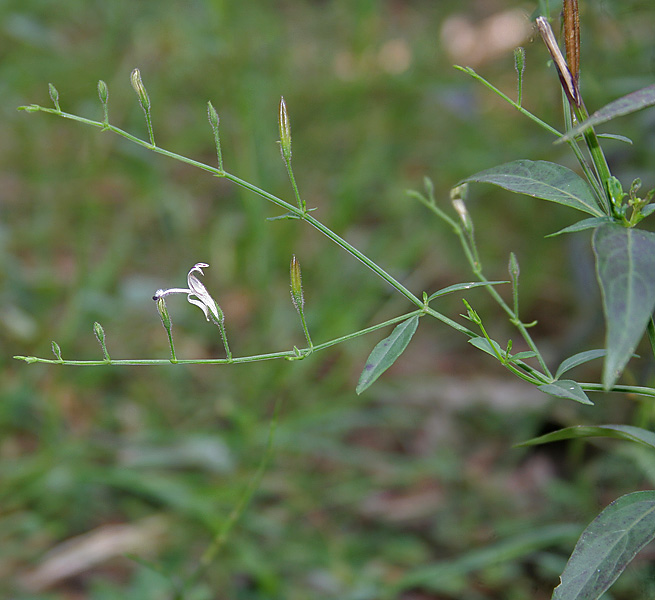
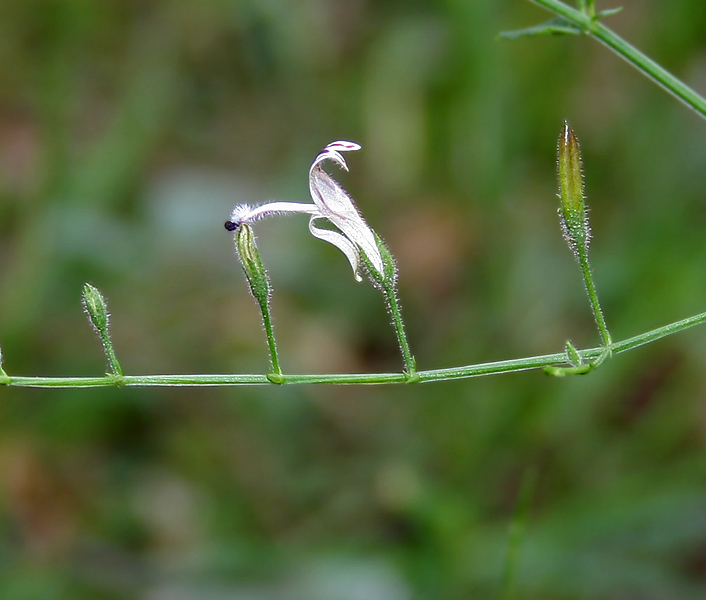
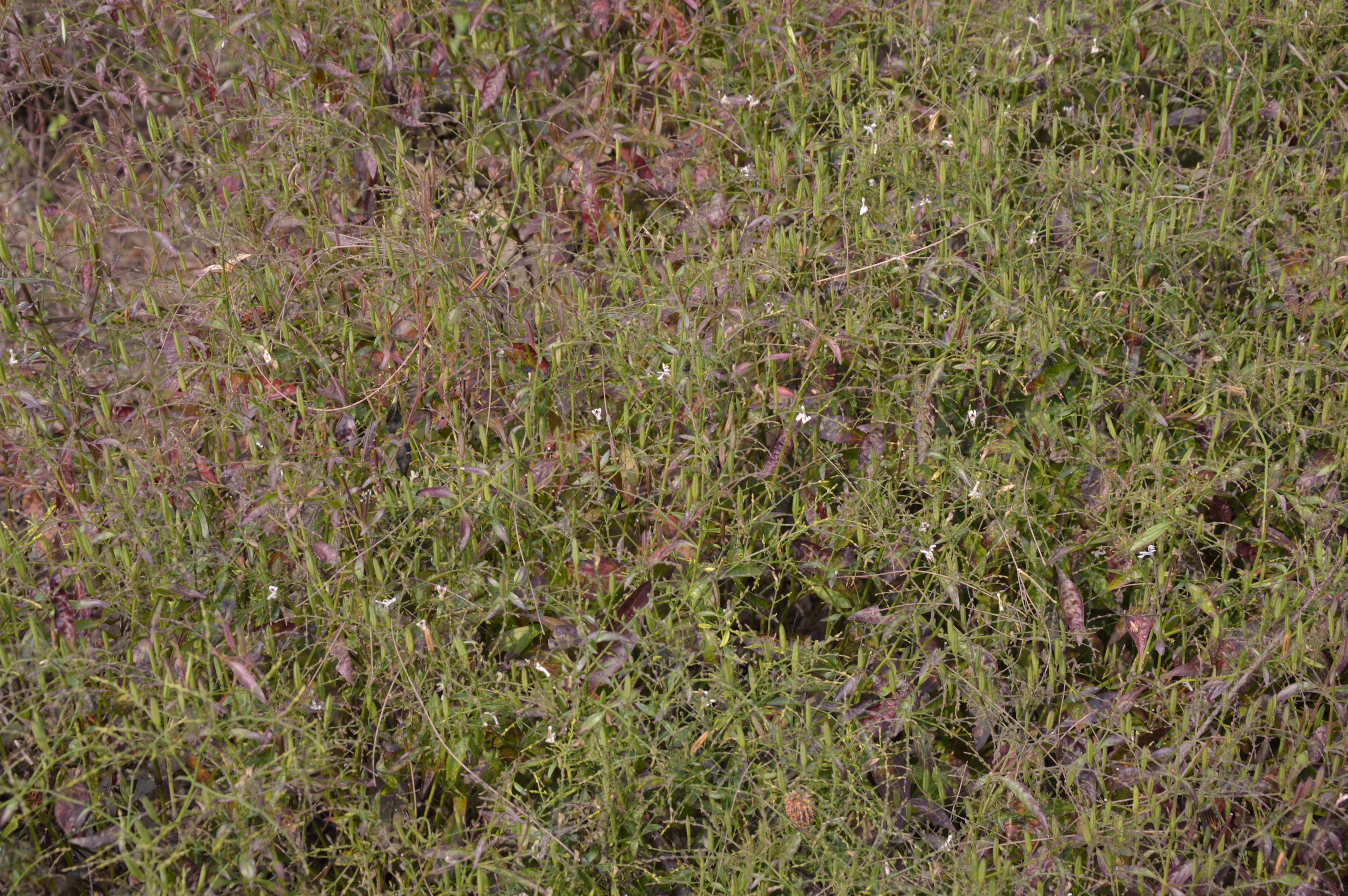